# 須藤晃
須藤 晃（すどう あきら、本名同じ。1952年（昭和27年）8月6日 - ）は、日本の音楽プロデューサー、音楽ディレクター、作家。
KARINTO FACTORY主宰。息子は音楽プロデューサーのTomi Yo。

## 人物
自ら少年時代は石川啄木や寺山修司に憧れて詩人志望であったと語る通り文学、特に詩の分野に関しての造詣が深く、言葉（歌詞）にこだわったプロデューススタイルでメッセージ性の強い作品を生み出している。浜田省吾、尾崎豊、村下孝蔵、玉置浩二、石崎ひゅーいらを手掛け、音楽プロデューサー、音楽ディレクターなど音楽制作のパートナーとして数々の作品を発表。
代表的なプロデュース作品は尾崎豊「15の夜」「I LOVE YOU」「卒業」、浜田省吾「J-BOY」「悲しみは雪のように」、村下孝蔵「初恋」「踊り子」、玉置浩二「田園（作詞は玉置・須藤の共作）」など多数。

## 来歴
富山県射水郡小杉町（現・射水市）出身。富山県立富山中部高等学校を経て東京大学文学部英米文学科卒業。
1977年、CBS・ソニー入社。高久光雄のもとで制作アシスタントを務める（当時は矢沢永吉担当）。その後、音楽ディレクターとして浜田省吾、尾崎豊、村下孝蔵、橘いずみ（現・和）、玉置浩二らを担当。その傍ら、自らも作家として活動する。
1996年、Sony Recordsを退社・独立。株式会社KARINTO FACTORYを設立し、代表取締役に就任する。以後、馬場俊英、石崎ひゅーいなどをプロデュース。
2008年に富山市政策参与に就任。以降、夏のアートイベント「TOYAMA CITY POP WAVE」企画制作（2009年から）や氷見市を舞台にした映画『ほしのふるまち』のプロデュース（2011年）、富山県ふるさとの歌「ふるさとの空」の補作詞およびプロデュース（2012年）など、富山県に関わるイベントプロデュースを多く手がける。
2009年、尾崎豊の曲から生まれたオリジナル青春群像ミュージカル「MISSING BOYs〜僕が僕であるために」を監修。
2015年、富山市芸術文化ホールの運営などを行う（公財）富山市民文化事業団の芸術監督に就任。

## 主なプロデュース作品
- 尾崎豊
  - 『十七歳の地図』（1983年）
  - 『回帰線』（1985年）
  - 『壊れた扉から』（1985年）
  - 『LAST TEENAGE APPEARANCE』（1987年）
  - 『誕生』（1990年）
  - 『約束の日vol.1』（1993年）
  - 『約束の日vol.2』（1993年）
  - 『TEENBEAT BOX』（1995年）
  - 『愛すべきものすべてに YUTAKA OZAKI BEST』（1996年）
  - 『MISSING BOY』（1997年）
  - 『OSAKA STADIUM on August 25th in 1985 vol.1』（1998年）
  - 『OSAKA STADIUM on August 25th in 1985 vol.2』（1998年）
  - 『ARTERY & VEIN : THE VERY BEST OF YUTAKA OZAKI』（1999年）
  - 『AFTER THE BIRTH』（DVD・2001年）
  - 『BLUE〜A TRIBUTE TO YUTAKA OZAKI』（2004年）
  - 『GREEN〜A TRIBUTE TO YUTAKA OZAKI』（2004年）
  - 『THE NIGHT〜A TRIBUTE TO YUTAKA OZAKI』（DVD・2004年）
  - 『もうひとつのリアリティ“LIVE + DOCUMENTARY”』（DVD・2004年）
  - 『AFTER THE NIGHT〜A TRIBUTE TO YUTAKA OZAKI』（DVD・2004年）
  - 『13/71〜THE BEST SELECTION』（2004年）
  - 『TEENBEAT BOX〜13th MEMORIAL VERSION〜』（2004年）
  - 『真空の中でも嵐は起こる』（2006年）
  - 『巨人の輪郭』（2006年）
  - 『71/71 YUTAKA OZAKI』（2007年）
  - 『WEDNESDAY 〜LOVE SONG BEST OF YUTAKA OZAKI』（2008年）
  - 『SATURDAY〜ROCK'N'ROLL BEST OF YUTAKA OZAKI』（2008年）
  - 『I LOVE YOU〜BALLADE BEST』（2011年）
  - 『LIVEBEAT BOX』（2012年）
  - 『集まれOZAKI』（Blu-ray・2013年）
  - 『ALL TIME BEST』（2013年）
  - 『RECORDS：YUTAKA OZAKI』（アナログ盤・2015年）
- 村下孝蔵
  - 『汽笛が聞こえる街』（1980年）
  - 『何処へ』（1981年）
  - 『夢の跡』（1982年）
  - 『初恋〜浅き夢みし〜』（1983年）
  - 『花ざかり』（1984年）
  - 『かざぐるま』（1986年）
  - 『陽だまり』（1987年）
  - 『恋文』（1988年）
  - 『野菊よ 僕は…』（1989年）
  - 『清涼愛聴盤』（1990年）
  - 『新日本紀行』（1991年）
  - 『名もない星』（1992年）
  - 『愛されるために』（1994年）
  - 『同窓會』（1999年）
- ECHOES
  - 『WELCOME TO THE LOST CHILD CLUB』（1985年）
- 玉置浩二
  - 『カリント工場の煙突の上に』（1993年）
  - 『LOVE SONG BLUE』（1994年）
  - 『CAFE JAPAN』（1996年）
  - 『JUNK LAND』（1997年）
  - 『ニセモノ』（2000年）
- 浜田省吾
  - 数多の作品にて音楽ディレクターを務める
- 橘いずみ
  - 『君なら大丈夫だよ』（1992年）
  - 『どんなに打ちのめされても』（1993年）
  - 『太陽が見てるから』（1994年） ※
  - 『こぼれおちるもの』（1994年） ※
  - 『十字架とコイン』（1995年） ※
  - 『ごらん、あれがオリオン座だよ』（1996年） ※
  - 『TOUGH』（1997年） ※橘いずみと共同
- 石崎ひゅーい
  - 『独立前夜』（2013年7月17日）
  - 『アタラズモトオカラズ』（2016年）
- トータス松本
  - 『マイウェイ ハイウェイ』（2010年）
- 馬場俊英
  - EP1『平凡』（2012年）
  - EP2『犬はライオンになりたくない』（2012年）
  - EP3『弱い虫』（2012年）
- 富山県ふるさとの歌『ふるさとの空』（2012年、公募された歌詞に補作詞）
- 北陸新幹線富山駅発車メロディ（2015年）[6]

など、他多数

## 映画・舞台　音楽監修
- 『LOVE SONG』（2001年）
- 『MISSING BOYs』（2009年）
- 『Myway Highway』（2010年）

## 著書
- 僕とアスファルトの夜（1990年、角川書店）
- 地上の虹（1990年、CBS・ソニー出版（現・ソニー・マガジンズ））
- クォーター（1991年、角川書店）
- 真夏の魔術（1991年、CBS・ソニー出版（現・ソニー・マガジンズ））
- ごちゃまぜ（1992年、角川書店・翻訳本）
- アイスクリーム・エンペラー（1994年、幻冬舎）
- NO TIME NO LICENSE（1994年、ソニー・マガジンズ）
  - 尾崎豊 覚え書き（1998年、小学館）
  - 「NO TIME NO LICENSE」に加筆修正の上、文庫化したもの
- 尾崎豊が伝えたかったこと（1995年、主婦と生活社）
- みんなノイズを聴きたがる（1999年、TBSブリタニカ）
- キャットフード（2000年、リトルモア）

## 出演（ラジオ）
- おかしな惑星（2003年、北日本放送）
  - 続★おかしな惑星（2003年 - 2005年、北日本放送）
  - 新★おかしな惑星（2005年 - 2006年、北日本放送）
- ARTIST CAFE（2003年 - 2004年、FM PORT）
- ここはふるさと 旅するラジオ（2012年、NHKラジオ第1）
- 『Thanks a lot Yutaka Ozaki〜音楽プロデューサー須藤晃13年目の告白〜』（北日本放送）
  - 2004年度 放送文化基金ラジオ番組賞受賞